# Kaiserschnurrbarttamarin

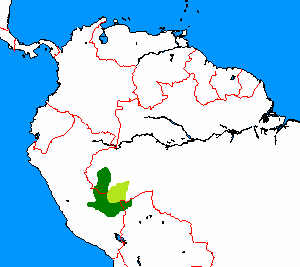
Verbreitungsgebiet laut IUCN, dunkelgrün S. imperator subgrisescens, hellgrün S. imperator imperator

Der Kaiserschnurrbarttamarin (Saguinus imperator) ist eine Primatenart aus der Familie der Krallenaffen. Seinen Namen verdankt er der (angeblichen) Ähnlichkeit seines „Schnurrbartes“ mit jenem des deutschen Kaisers Wilhelm II. Das Artepitheton imperator war zunächst als Witz gedacht, wurde aber zum wissenschaftlich anerkannten Namen.

## Merkmale
Das Fell der Kaiserschnurrbarttamarine ist überwiegend grau gefärbt, mit gelb-braunen Sprenkeln auf dem Rücken. Die Hände und Füße sind schwarz, der Schwanz rötlich-braun gefärbt. Der Kopf ist schwarz, herausragendes Merkmal ist der in beiden Geschlechtern vorhandene lange, weiße Schnurrbart, der sich auf beiden Seiten über die Schultern hinaus erstreckt. Wie bei allen Krallenaffen befinden sich an den Fingern und Zehen (mit Ausnahme der Großzehe) Krallen statt Nägel. Die Tiere erreichen eine Kopfrumpflänge von 23 bis 26 Zentimeter, dazu kommt noch ein 35 bis 41 Zentimeter langer Schwanz. Ihr Gewicht beträgt rund 450 bis 500 Gramm.

## Verbreitung und Lebensraum
Kaiserschnurrbarttamarine leben im südwestlichen Amazonasbecken in Südamerika. Ihr Verbreitungsgebiet liegt in den brasilianischen Bundesstaaten Acre und Amazonas, im südöstlichen Peru sowie im äußersten Nordwesten Boliviens. Ihr Lebensraum sind tropische Regenwälder, sie halten sich häufig in Gebieten auf, die mit dichtem Unterholz bestanden sind.

## Lebensweise
Diese Primaten sind tagaktive Tiere, die den Großteil ihres Lebens auf Bäumen verbringen. Sie bewegen sich schnell auf allen vieren fort und können gut springen. Sie halten sich eher in den höheren Baumschichten, in 10 Metern und darüber hinaus, auf.
Kaiserschnurrbarttamarine leben in Gruppen von zwei bis acht Tieren zusammen. Gruppen bestehen aus einem oder mehreren Weibchen, einem oder mehreren Männchen und den dazugehörigen Jungtieren. Gruppen bewohnen feste Reviere von rund 30 Hektar. Das Sozialverhalten ist ausgeprägt, die gegenseitige Fellpflege spielt eine wichtige Rolle für die Kontakte innerhalb der Gruppe. Die Tiere vergesellschaften sich oft mit anderen Krallenaffenarten wie dem Schwarzmanteltamarin (Leontocebus weddelli) oder dem Springtamarin (Callimico goeldii). Sie verständigen sich untereinander durch Schreie und helfen sich damit, Räuber frühzeitig zu erkennen.

## Nahrung

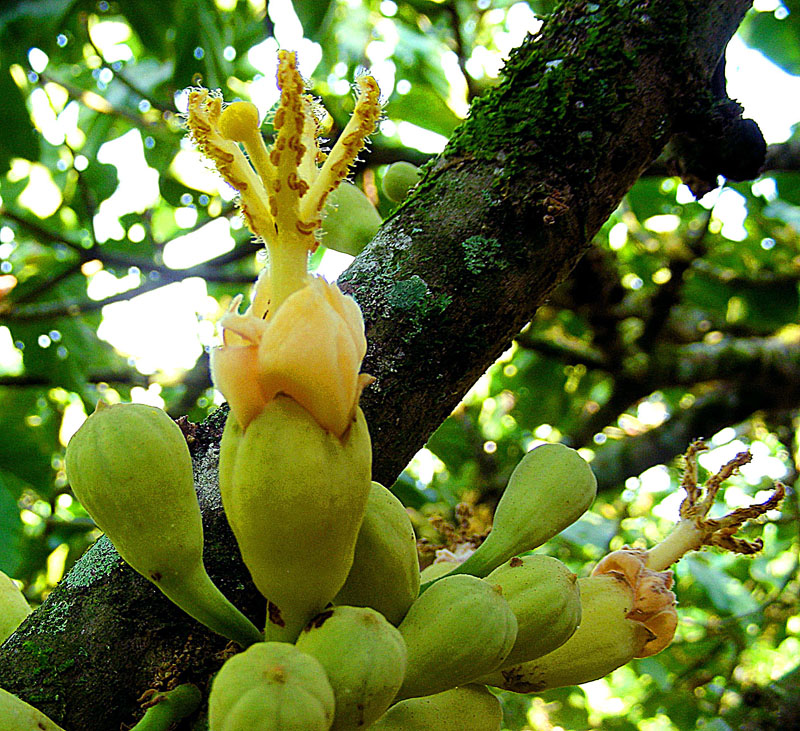
Blüte von Quararibea cordata

Kaiserschnurrbarttamarine sind wie alle Tamarine Allesfresser, die sich von Früchten, Insekten, Nektar und Baumsäften ernähren. Zusätzlich nehmen sie auch Vogeleier und kleine Wirbeltiere zu sich. Aufgrund ihres geringen Gewichts können sie Beute am äußeren Ende von Ästen erreichen, die für die schwereren Primaten nicht zugänglich sind. Im peruanischen Nationalpark Manú haben Früchte während der Regenzeit einen Anteil von 97 % an ihrer pflanzlichen Nahrung. In der Trockenzeit sinkt dieser Anteil auf etwa 40 % und Nektar, z. B. von Quararibea cordata, stellt dann etwa die Hälfte ihrer pflanzlichen Nahrung. Über 80 % der von den Kaiserschnurrbarttamarinen konsumierten Früchte sind klein mit einem Durchmesser von 0,5 bis 1 cm. Zu den größeren Früchten, die regelmäßig gefressen werden, gehören die harten Beeren von Leonia glycycarpa und Duguetia quitarensis. Die tierische Nahrung der Kaiserschnurrbarttamarine besteht vor allem aus Heuschrecken, Raupen, Ameisen, Käfer und deren Larven, Schnecken und kleinen Baumfröschen.

## Fortpflanzung

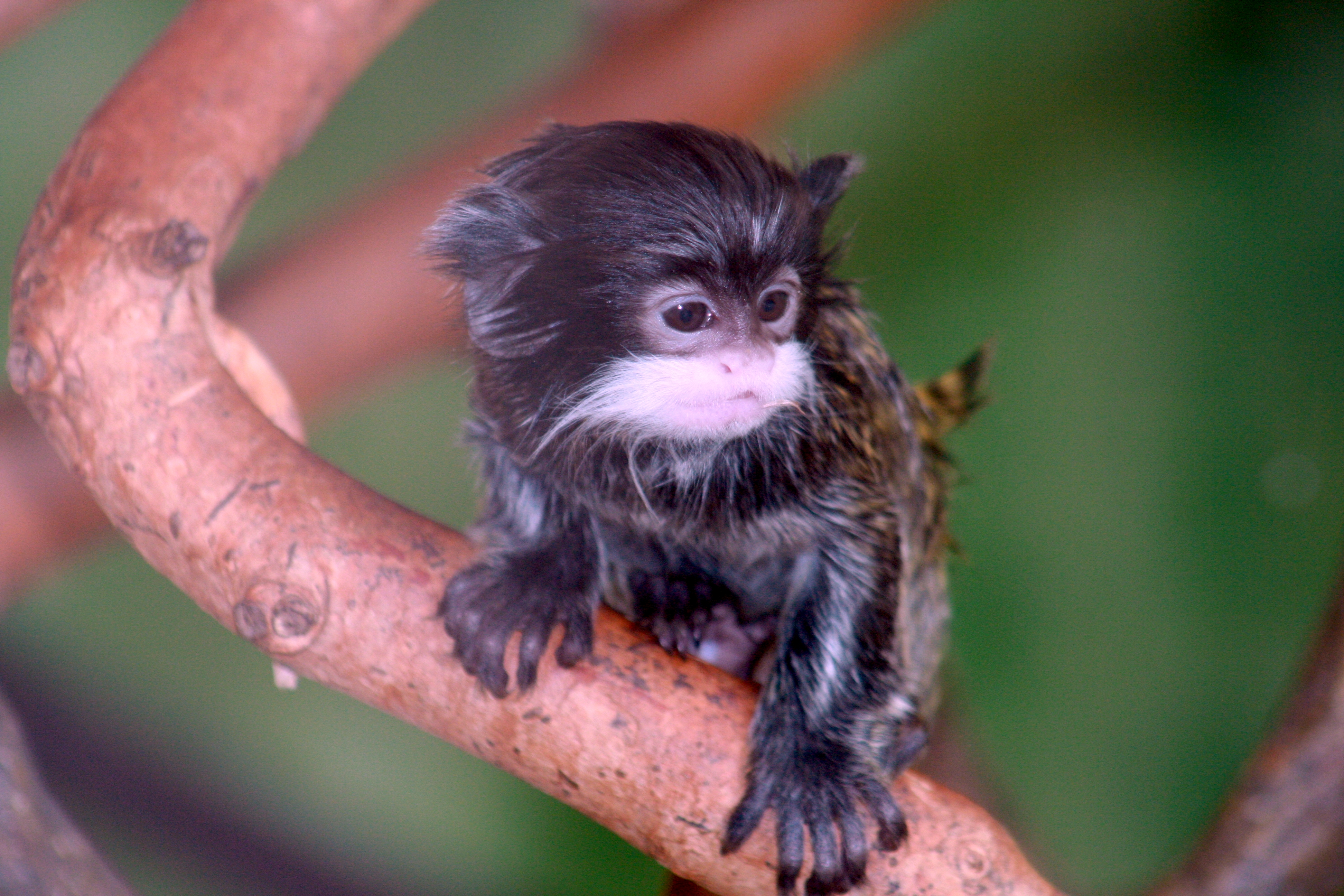
Jungtier

Innerhalb der Gruppe pflanzt sich nur das dominante Weibchen fort. Kaiserschnurrbarttamarine leben polyandrisch, das heißt das Weibchen paart sich mit allen Männchen der Gruppe. Nach 140 bis 145 Tagen Tragzeit bringt es zwei – selten ein oder drei – Junge zur Welt. Alle männlichen Tiere, der Vater steht ja nicht fest, helfen bei der Geburt und kümmern sich, unterstützt von den jüngeren Gruppenmitgliedern, um die Jungtiere. Sie tragen sie und bringen sie der Mutter nur zum Säugen. Mit rund drei Monaten werden sie entwöhnt und gegen Ende des zweiten Lebensjahres sind sie geschlechtsreif. Ihre Lebenserwartung beträgt über 15 Jahre.

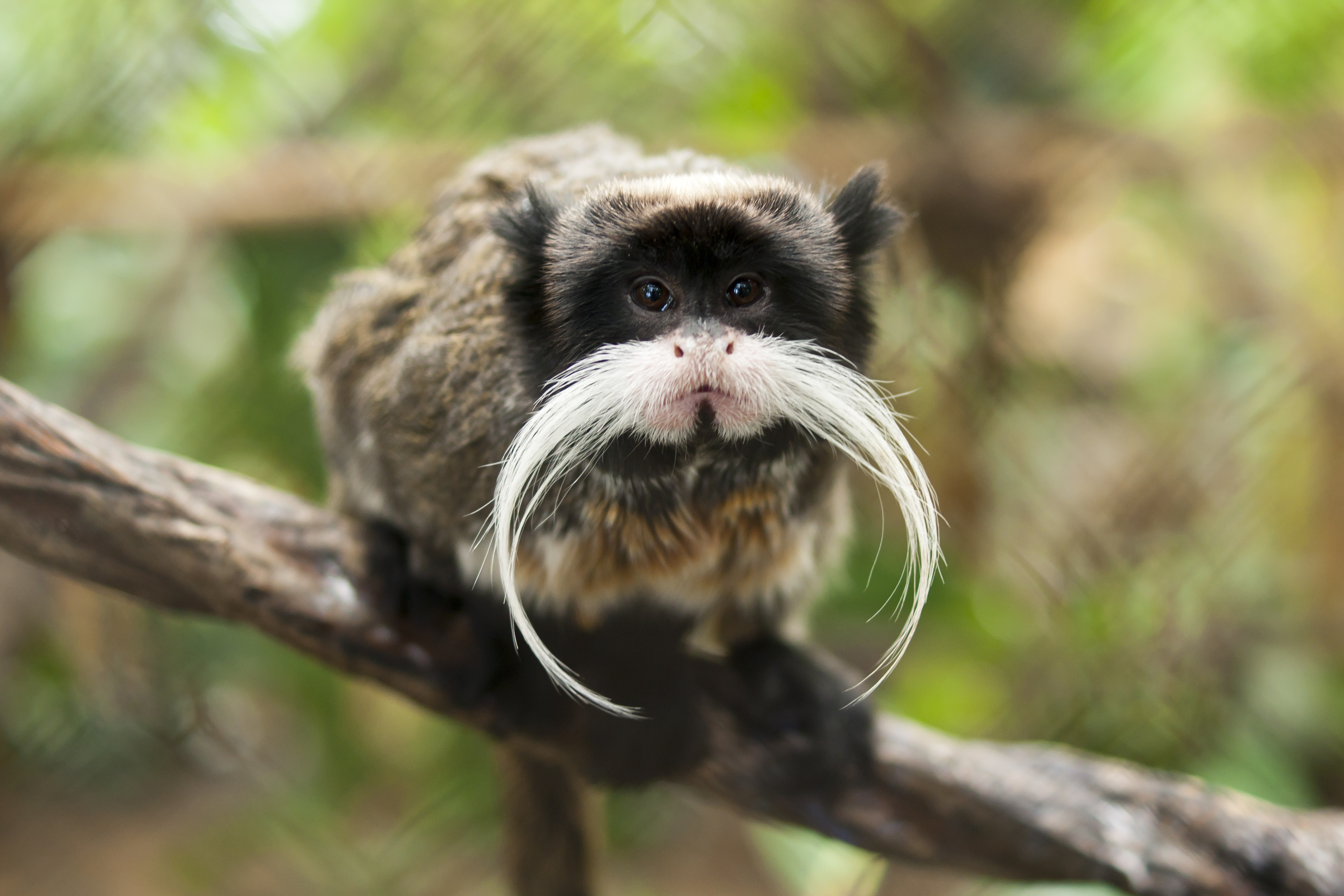
S. imperator imperator
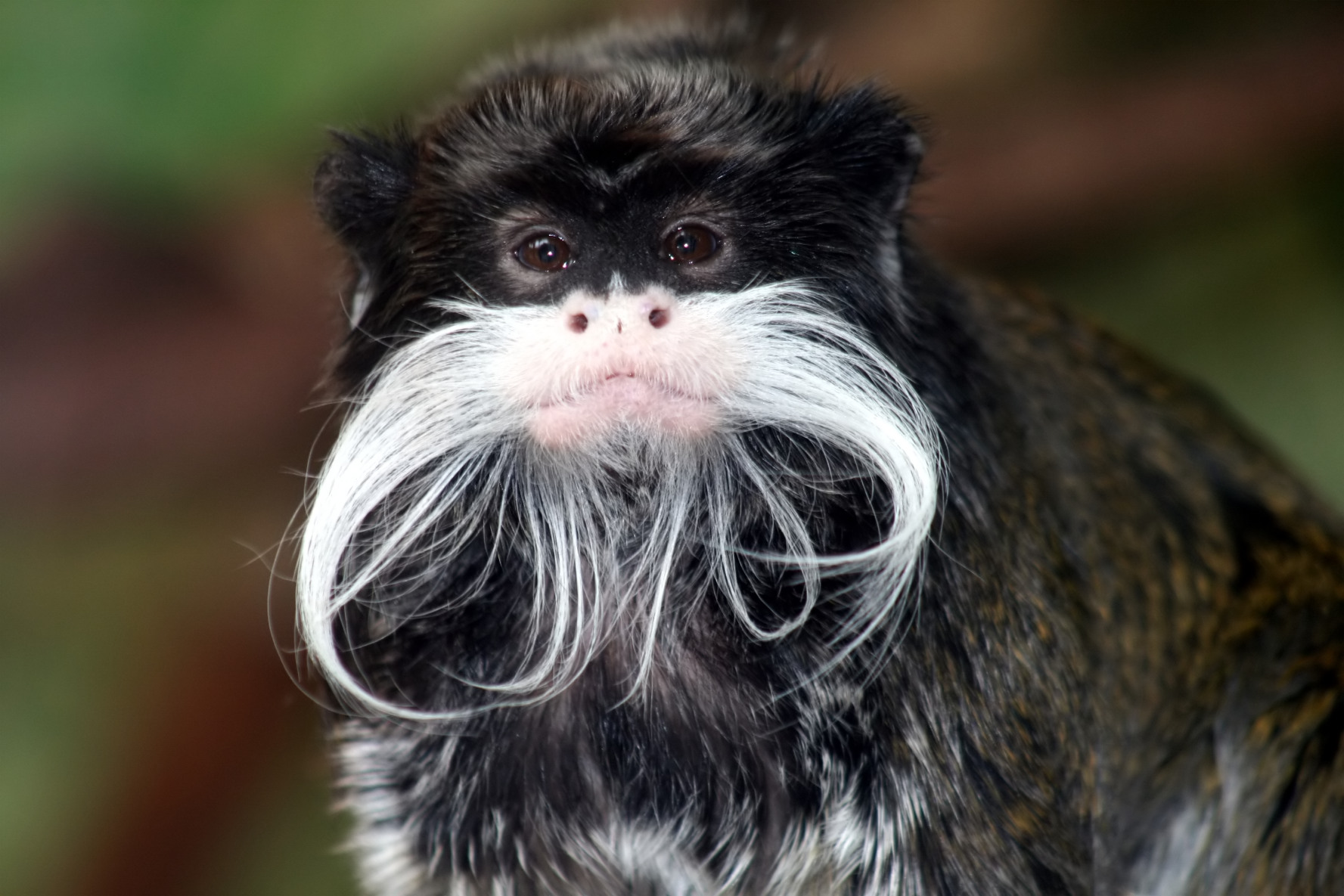
S. imperator subgrisescens

## Unterarten
Der Kaiserschnurrbarttamarin wird in zwei Unterarten unterteilt. Die Nominatform (S. imperator imperator) hat kurze weiße Haare am Kinn, die den schwarzen Kehlfleck nicht verdecken. Der Rücken ist dunkelgrau agutifarben (d. h. die Haare sind gebändert), die Bauchseite und die Innenseiten von Armen und Beinen sind rostbraun bis orange, der Schwanz ist bräunlich bis graurot gefärbt. Bei S. imperator subgrisescens sind die Haare am Kinn dagegen zu einem langen Bart ausgezogen, der den schwarzen Kehlfleck teilweise verdeckt. Der Rücken ist bräunlich agutifarben, die Bauchseite und die Innenseiten von Armen und Beinen sind graubraun und der Schwanz ist mehr rötlich gefärbt als bei der Nominatform.

## Gefährdung
Zu den natürlichen Feinden der Kaiserschnurrbarttamarine zählen Pardelkatzen, Greifvögel und Schlangen. Die Hauptbedrohung ist jedoch die Vernichtung ihres Lebensraumes, der Regenwälder. Mehrere Zoos beteiligen sich an Zuchtprogrammen zum Schutz dieser Tiere, wobei in Europa nur Tiere der Unterart Rotschwänziger Kaiserschnurrbarttamarin (S. imperator subgrisescens) gehalten werden.
Die Bestände sind rückläufig, die IUCN betrachtet den Kaiserschnurrbarttamarin aber derzeit als „nicht gefährdet“ (least concern).